# Tịnh Long
Tịnh Long là một xã thuộc thành phố Quảng Ngãi, tỉnh Quảng Ngãi, Việt Nam.
Xã Tịnh Long có diện tích 7,45 km², dân số năm 1999 là 9.056 người, mật độ dân số đạt 1.216 người/km².

## Lịch sử
Xã Tịnh Long từng là một phần của huyện Sơn Tịnh cho đến khi Thủ tướng Chính phủ Việt Nam ký Nghị quyết số 123/NQ-CP có nội dung sáp nhập Tịnh Long vào địa phận thành phố Quảng Ngãi.